# Mitocași, Suceava
Mitocași (anterior și popular Mitocul Adâncatei) este un sat în comuna Mitocu Dragomirnei din județul Suceava, Moldova, România.
Până la reforma administrativă din 1950 a făcut parte din județul Dorohoi, ca sat aparținător comunei Adâncata.

## Personalități
- Petru Iroaie (1907-1984) - lingvist
- Ion Creangă (1911-1987) - prof.univ.dr., matematician

## Obiective turistice
- Biserica de lemn din Mitocași - monument istoric construit în perioada 1792-1794; se află în cimitirul satului

## Fotogalerie

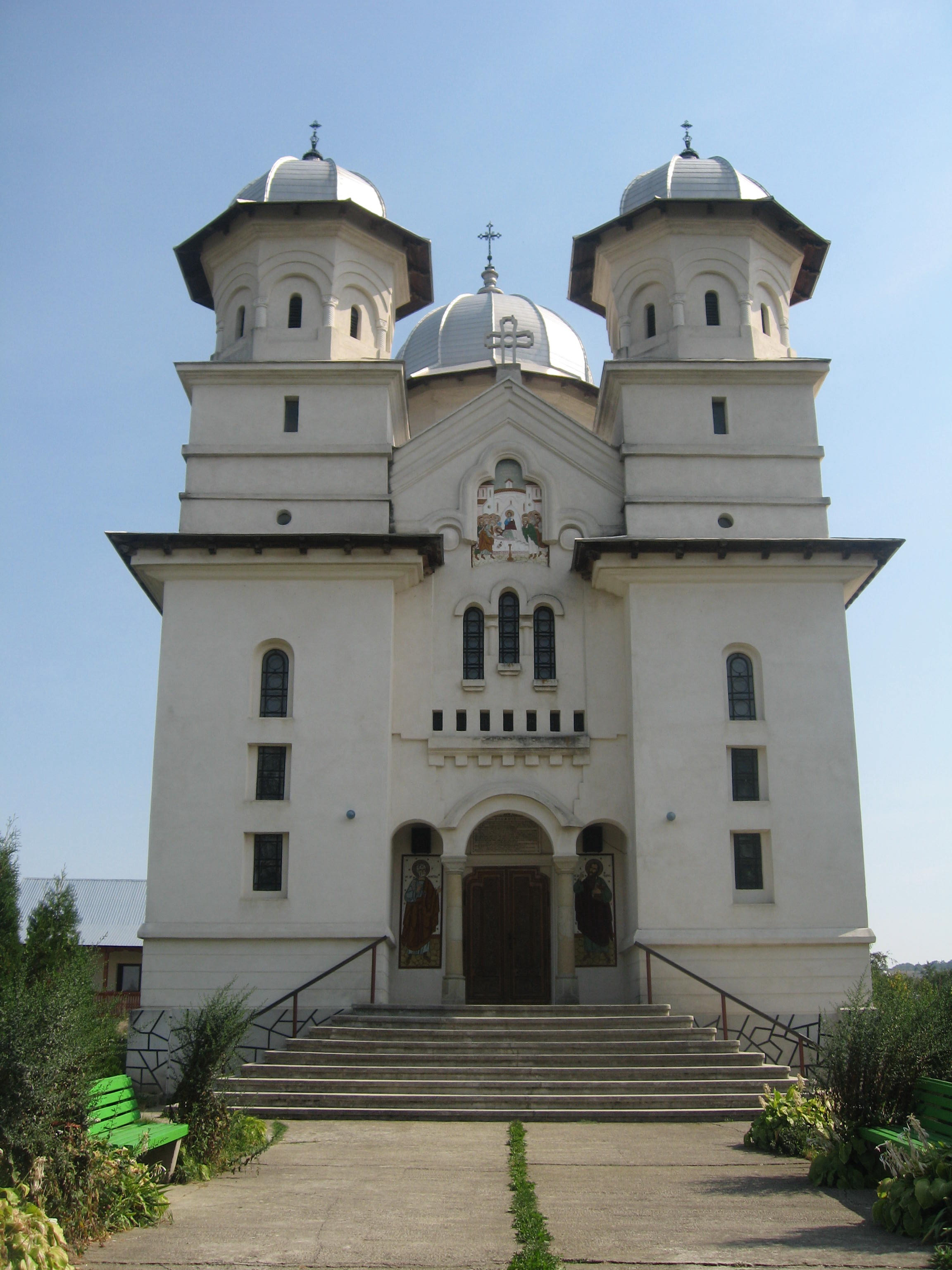
Biserica Adormirea Maicii Domnului din Mitocaşi - construită în 1995
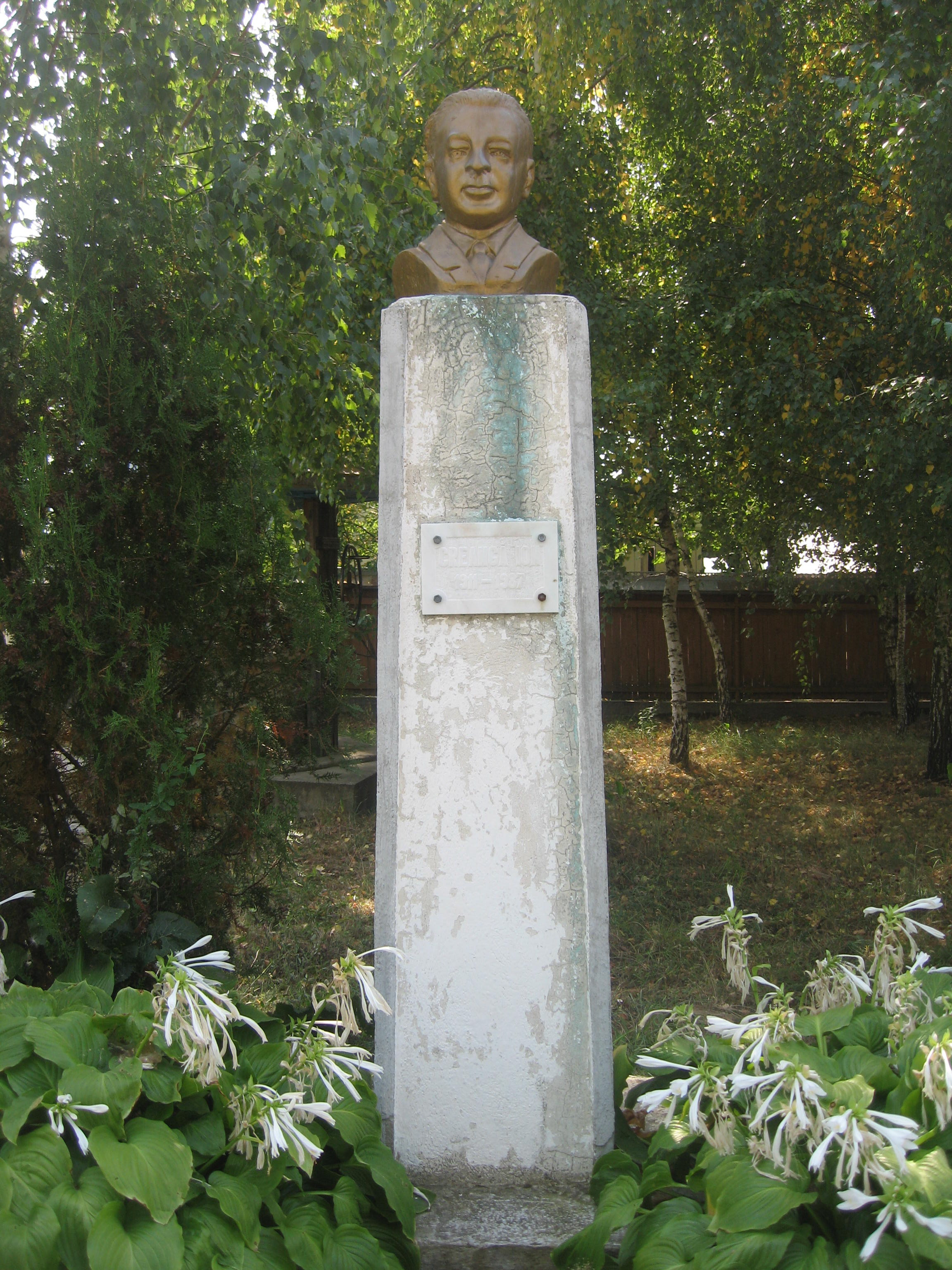
Bustul prof.dr. Ion Creangă (1911-1987) - matematician originar din localitate - aflat în curtea bisericii
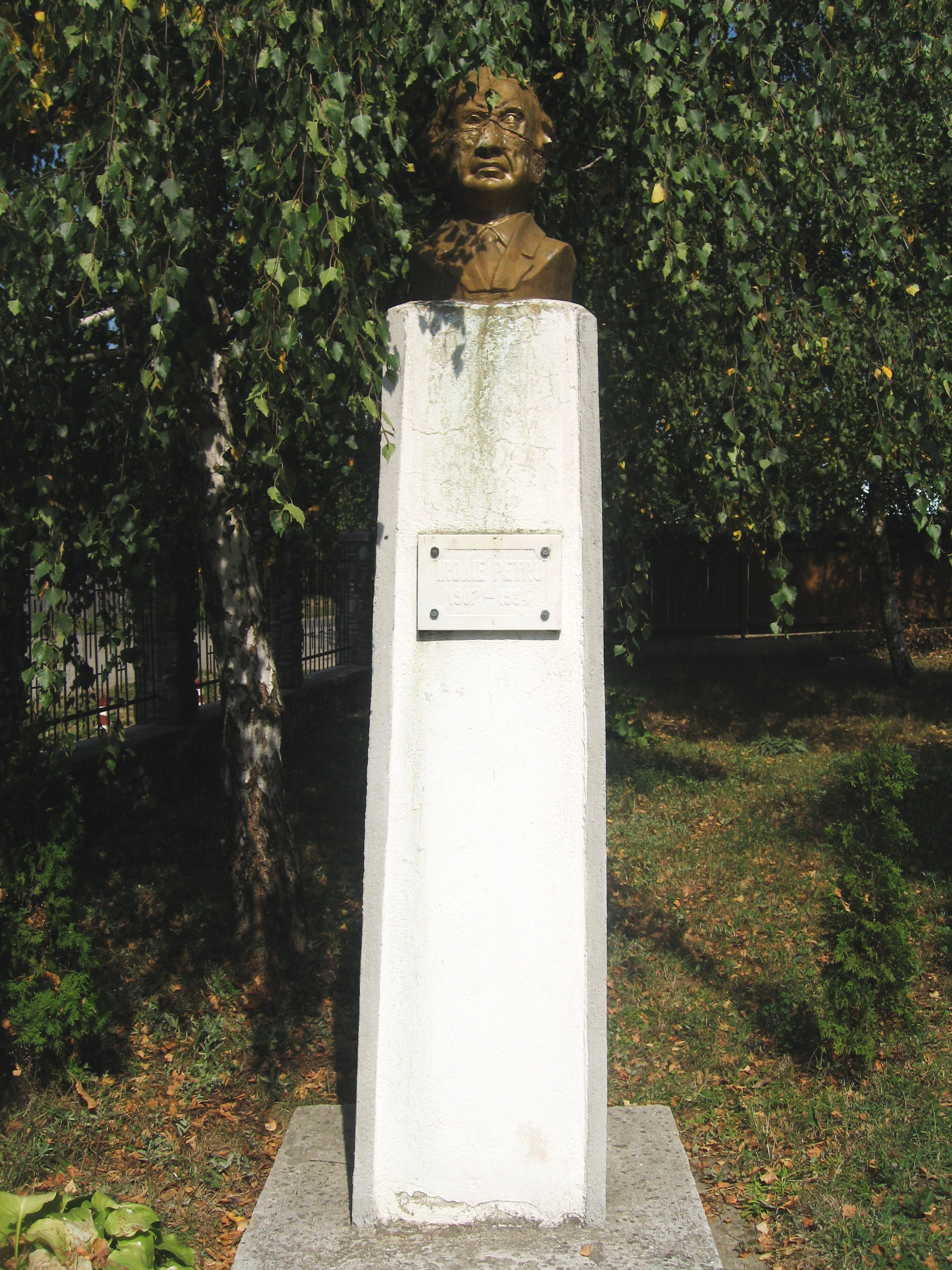
Bustul dr. Petru Iroaie (1907-1984) - lingvist originar din localitate - aflat în curtea bisericii